# Primula pumilio
Primula pumilio är en viveväxtart som beskrevs av Carl Maximowicz. Primula pumilio ingår i släktet vivor, och familjen viveväxter. Inga underarter finns listade i Catalogue of Life.